# Anyphops lesserti
Espèce
Synonymes
- Selenops lesserti Lawrence, 1940

Anyphops lesserti est une espèce d'araignées aranéomorphes de la famille des Selenopidae.

## Distribution
Cette espèce est endémique du Cap-Occidental en Afrique du Sud,. Elle se rencontre vers Gouritsmond et Touws River.

## Description
Le mâle holotype mesure 10,2 mm.

## Étymologie
Cette espèce est nommée en l'honneur de Roger de Lessert.

## Publication originale
- Lawrence, 1940 :  The genus Selenops (Araneae) in South Africa. Annals of the South African Museum, vol. 32, p. 555-608 (texte intégral).